# Bộ lọc cơ học

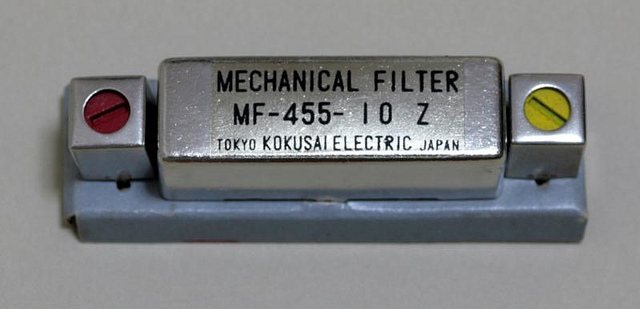
Figure 1. Một bộ lọc cơ học được làm bởi công ty điện tử Kokusai mục đích để lựa chọn tín hiệu băng thông hẹp 2 kHz trong máy thu radio SSB. Nó hoạt động ở 455 kHz, một IF cho các máy thu, và có kích thước là 45×15×15 mm (1 3/4×7/12×7/12 inch).

Một bộ lọc cơ học là một bộ lọc xử lý tín hiệu thường được sử dụng như một bộ lọc điện tử trong tần số vô tuyến.  Mục đích của nó giống như của một bộ lọc điện tử bình thường: thông quan một khoảng tần số tín hiệu, nhưng sẽ chặn các tần số còn lại.  Bộ lọc hoạt động theo các dao động cơ học tương tự như tín hiệu điện. Tại các đầu vào và đầu ra của bộ lọc có những bộ chuyển đổi mà chuyển đổi tín hiệu điện, và sau đó chuyển lại, thành những dao động cơ học.
Các thành phần của một bộ lọc cơ học tương tự như các yếu tố khác nhau được tìm thấy trong mạch điện.  Các yếu tố cơ học tuân theo các nguyên tắc toán học giống hệt như những yếu tố điện tử tương ứng với chúng.  Điều này dẫn đến việc có thể áp dụng phân tích mạng lưới điện và các phương pháp thiết kế bộ lọc cho bộ lọc cơ học. Lý thuyết điện đã phát triển một thư viện lớn gồm các hình thức toán học sản xuất ra các bộ lọc đáp ứng tần số hữu ích và người thiết kế bộ lọc cơ học có thể sử dụng trực tiếp những hình thức này. Nó chỉ cần thiết để thiết lập các thành phần cơ học thành những giá trị thích hợp để tạo ra bộ lọc phản ứng đồng nhất với bộ phận điện tương ứng.
Thép và hợp kim niken-sắt là vật liệu phổ biến cho các thành phần bộ lọc cơ học; niken đôi khi được dùng cho các khớp nối đầu vào và đầu ra.  Các bộ cộng hưởng trong bộ lọc được làm từ các những vật liệu này cần phải được gia công để điều chỉnh chính xác tần số cộng hưởng trước công đoạn lắp ráp cuối cùng.
Mặc dù ý nghĩa của bộ lọc cơ học trong bài viết này là bộ lọc được sử dụng trong vai trò cơ điện, vẫn hoàn toàn có thể sử dụng thiết kế cơ học để lọc trực tiếp dao động cơ học hoặc sóng âm thanh (mà cơ bản cũng là cơ khí). Ví dụ, việc lọc đáp ứng tần số âm thanh trong thiết kế thùng loa phóng thanh có thể đạt được bằng các thành phần cơ học.  Trong ứng dụng điện, ngoài các thành phần cơ khí tương ứng với các chi tiết đối xứng của chúng, bộ biến đổi là cần thiết để chuyển đổi giữa các lĩnh vực cơ và điện.  Có rất nhiều dạng thành phần và cấu trúc liên kết dành cho các bộ lọc cơ học, một lựa chọn đại diện trong số đó sẽ được trình bày trong bài viết này.
Lý thuyết của các bộ lọc cơ học lần đầu tiên được áp dụng để cải thiện bộ phận cơ khí của máy hát đĩa trong những năm 1920.  Vào những năm 1950 các bộ lọc cơ học đã được sản xuất như những bộ phận độc lập cho ứng dụng trong máy phát vô tuyến và máy thu cao cấp. "hệ số chất lượng" cao, Q, mà các bộ cộng hưởng cơ khí có thể đạt được, cao hơn rất nhiều so với một mạch LC, tạo ra khả năng xây dựng các bộ lọc cơ học với tính chọn lọc xuất sắc. Tính chọn lọc tốt, trở nên quan trọng trong máy thu vô tuyến, khiến cho bộ lọc có tính hấp dẫn cao.  Các nhà nghiên cứu đương đại đang làm việc trên bộ lọc cơ điện siêu nhỏ, các thiết bị cơ khí tương ứng với các mạch điện tích hợp.

## Các yếu tố
Những yếu tố của một mạng điện tử tuyến tính thụ động bao gồm các điện cảm, tụ điện và điện trở có các thuộc tính tự cảm, nghịch dung (điện dung ngược) và điện trở tương ứng. Các phần tương ứng cơ học của các thuộc tính này là khối lượng, độ bền và sự giảm chấn. Trong hầu hết các thiết kế bộ lọc điện tử, chỉ có cuộn cảm và tụ điện được sử dụng trong phần thân của bộ lọc (mặc dù bộ lọc có thể được ngắt với điện trở ở đầu vào và đầu ra). Điện kháng không tồn tại trong một bộ lọc lý thuyết bao gồm các thành phần lý tưởng và chỉ phát sinh trong các thiết kế thực tế như một chấn tử thụ động không mong muốn. Tương tự như vậy, một bộ lọc cơ học lý tưởng sẽ chỉ bao gồm các thành phần với các thuộc tính khối và bền, nhưng trong thực tế giảm chấn cũng tồn tại.